# Naso (Olaszország)
Naso település Olaszországban, Szicília régióban, Messina megyében. Lakosainak száma 3462 fő (2023. január 1.). Naso Brolo, Sinagra, Capo d’Orlando, Castell’Umberto, Ficarra, Mirto és San Salvatore di Fitalia községekkel határos.

## Népesség
A település lakossága az elmúlt években az alábbi módon változott:
| Lakosok száma | 3782 | 3757 | 3462 |
|               | 2017 | 2018 | 2023 |